# فمینیسم در عربستان سعودی
فمینیسم در عربستان سعودی به دوران باستان پادشاهی نبطیان در منطقه و پیش از روم برمی گردد که در آن زنان به عنوان اشخاص حقوقی مستقل بودند. جنبش‌های فمینیستی قرن بیست و یکم در عربستان سعودی شامل جنبش زنان برای آزادی (به عربی: قیادة المرأة فی السعودیة) و کمپین ضد قیمومیت مرد (به عربی: نظام الولایة علی المرأة) است. مادوی الرشید در سال ۲۰۱۹ استدلال کرد که جنبش فمینیستی سعودی «سازمان یافته‌ترین و واضح‌ترین جامعه مدنی» در عربستان سعودی است.

## زنان در حکومت نبطی‌ها
در سال ۲۰۰۷، هاتون الفاسی، دانشیار تاریخ زنان در دانشگاه ملک سعود، تحقیق خود را در مورد وضعیت زنان در پادشاهی عربی پیش از اسلام علی‌الخصوص دروان نبطی‌ها به عنوان کتاب زنان در عربستان پیش از اسلام: نبطی (به انگلیسی: Women in Pre-Islamic Arabia: Nabataea) منتشر کرد. . برخی از شواهدی که او استفاده کرد شامل سکه‌ها و کتیبه‌هایی بر روی مقبره‌ها و بناهای تاریخی بود که به زبان یونانی باستان و سامی نوشته شده بود. او دریافت که زنان اشخاص حقوقی مستقلی داشتند و می‌توانستند قراردادهایی را به نام خود امضا کنند، برخلاف زنان در عربستان سعودی مدرن که پیش از سال ۲۰۱۱ نیاز به قیومیت یک مرد داشتند. بنابر شواهدی که هاتون به آنها دست یافته بود، قوانین یونان و روم باستان حقوق کمتری نسبت به نبطیه برای زنان قائل بودند.

## حق رانندگی زنان
تا ژوئن ۲۰۱۸، عربستان سعودی تنها کشوری در جهان بود که رانندگی زنان در آن ممنوع بود. کمپین زنان برای حرکت (عربی: قیادة المرأة فی السعودیة قیادة العمارة فی السعودیه، کمپینی بود که توسط زنان سعودی با ادعای حق اجازه دادن به زنان برای رانندگی وسایل نقلیه موتوری در جاده‌های عمومی تأسیس شد. این کمپین در سال ۱۹۹۰ شروع به کار کرد، و طی آن ده‌ها زن در ریاض که رانندگی کردند، دستگیر شدند.
در سال ۲۰۱۱، بهار عربی انگیزه برخی از زنان از جمله الحویدر و منال الشریف را برای سازماندهی یک کمپین رانندگی فشرده تر ایجاد کرد و حدود هفتاد مورد رانندگی زنان از ۱۷ ژوئن تا اواخر ژوئن ثبت شد. در اواخر سپتامبر، شیما جستانیا به دلیل رانندگی در جده به ده ضربه شلاق محکوم شد، اما این حکم بعداً لغو شد. دو سال بعد، کمپین دیگری برای سرپیچی از این ممنوعیت به راه افتاد. اکتبر ۲۰۱۳ به عنوان تاریخ شروع رانندگی زنان. سه روز قبل، سخنگوی وزارت کشور در یک «تجدید صریح و نادر ممنوعیت» هشدار داد که «رانندگی زنان در عربستان ممنوع است و قوانینی علیه متخلفان و کسانی که حمایت کنند اعمال خواهد شد». کارمندان وزارت کشور به رهبران کمپین به صورت جداگانه هشدار دادند که رانندگی زنان در ۲۶ اکتبر در روزی که فراخوان داده شده بود، ممنوع است و در پلیس پایتخت عربستان ایست بازرسی‌هایی برای بررسی رانندگان زن ایجاد شد.
در ۲۶ سپتامبر ۲۰۱۷، ملک سلمان دستوری صادر کرد که به زنان اجازه رانندگی در عربستان سعودی می‌دهد، با دستورالعمل‌های جدیدی که تا ژوئن ۲۰۱۸ ایجاد و اجرا می‌شود. به زنان دستور داده شد که با رسانه‌ها تماس نگیرند و در ماه مه ۲۰۱۸، چندین نفر از جمله لجین الحثلول، امان النفجان، عایشه المنا، عزیزه الیوسف و مدهة الاجروش بازداشت شدند. این ممنوعیت به‌طور رسمی در ۲۴ ژوئن ۲۰۱۸ لغو شد، در حالی که بسیاری از فعالان حقوق زنان در مرحله اول سرکوب عربستان سعودی علیه فمینیست‌ها در سال‌های ۲۰۱۸–۲۰۱۹ بازداشت بودند.

## اهمیت جنبش فمینیستی سعودی
مادوی الرشید در سال ۲۰۱۹ استدلال کرد که جنبش فمینیستی سعودی «سازمان یافته‌ترین و واضح‌ترین جامعه مدنی» در عربستان سعودی است. او استدلال کرد که جنبش فمینیستی عربستان از حمایت جنبش‌های فمینیستی جهانی برخوردار شد و مفاهیم حقوق بشر را فراتر از برابری بین زن و مرد رایج کرد. او اظهار داشت که زبان حقوق بشر الهام گرفته از فمینیست سعودی «فراتر از کنترل» مقامات سعودی گسترش یافته و به «کابوس رژیم» تبدیل شده‌است. او استدلال کرد که ترس از این گسترش کنترل نشده مفاهیم حقوق بشر دلیل سرکوب فمینیست‌ها در سال‌های ۲۰۱۸–۲۰۱۹ عربستان بود.